# Seguridad ontológica
Seguridad ontológica es un término utilizado por la filosofía, sociología y geografía, que expresa una autonomía de gobierno corporal dentro de rutinas predecibles, es decir, del grado de seguridad que tiene el ser en situaciones de la vida cotidiana, lo que genera un sentimiento de confianza en otros por la seguridad en sí mismo....lo que genera un sentimiento de confianza en otros por la seguridad en sí mismo.

Esta seguridad ontológica se puede perder o debilitar, cuando aparece el sentimiento de sentirse una especie de extranjero en el lugar donde se habita, acompañado de temor a la continuidad de la rutina.[cita requerida]
En geografía, la seguridad ontológica está relacionado con la diferenciación de "espacio" y "lugar". El "espacio" es lo definido por coordenadas de tipo cartesiano, sin ninguna significación real para el individuo, en donde no existe inseguridad ontológica, cosa que es distinta en el "lugar" poseedor de sentimientos, en el que el ser sí desarrolla una rutina y una seguridad ontológica.[cita requerida]